# 오! 문희
"오! 문희"는 2020년 9월 2일에 개봉한 대한민국의 영화이다. 정세교가 감독을 맡았으며 2017년 롯데 시나리오 공모전에서 크리에이티브 당선작으로 선정된 김수진 작가의 작품을 원작으로 한다.

## 줄거리
평화로운 금산 마을. 불같은 성격에 가족 사랑도 뜨거운 ‘두원’(이희준)에게 하나뿐인 딸 ‘보미’(이진주)가 뺑소니 사고를 당했다는 청천벽력 같은 소식이 전해진다. 게다가 현장의 유일한 목격자는 기억이 깜빡깜빡하는 엄니 ‘문희’(나문희)와 왈왈 짖기만 하는 개 ‘앵자’뿐. 의식 불명 상태로 병원에 있는 ‘보미’. 경찰 수사에 진전이 없자 ‘두원’의 속은 점점 타들어간다. 하지만 예기치 못한 순간 엄니 ‘문희’가 뜻밖의 단서를 기억해내고 ‘두원’은 엄니와 함께 논두렁을 가르며 직접 뺑소니범을 찾아 나서기 시작하는데! 아무도 못 잡으면, 우리가 직접 잡는다!

## 캐스팅
- 나문희 : 오문희 역
- 이희준 : 황두원 역
- 최원영 : 강철식 형사 역
- 박지영 : 송 원장 역
- 이진주 : 황보미 역
- 전배수 : 한 부장 역
- 김예은 : 한재숙 역
- 김선경 : 판금박 역
- 김정영 : 젊은 문희 역
- 김학선 : 두원 아버지 역
- 박예찬 : 어린 두원 역
- 차순배 : 응급실 의사 역
- 김수경 : 미숙 역
- 김보정 : 서 대리 역
- 이규성 : 이 대리 역
- 김동규 : 보미담당의사 역
- 김혜나 : 뚱뚱한 간호사 역
- 동현배 : 후배형사 역
- 우영남 : 신참형사 역
- 박성용 : 동료형사 역
- 오창경 : 아라비안 나이트 홍사장 역
- 송지유 : 강형사 와이프 역
- 김귀선 : 덕산부품상 최상무 역
- 장준녕 : 진상손님 역
- 윤여진 : 두원친구 1 역
- 이석 : 두원친구 2 역
- 박현지 : 부킹녀 역
- 이지안 : 부킹녀 친구 역
- 유병선 : 전봇대 인부 1 역
- 남정우 : 전봇대 인부 2 역
- 김세정 : 전봇대 인부 3 역
- 아가타 이바스코 : 외국인 며느리 역
- 김동현 : 소방대장 역
- 김종근 : 서울화재 대인팀 직원 역
- 구본진 : 과속운전 남자 역
- 나은미 : 뉴스 아나운서 역
- 강희중 : 장기두는 노인 1 역
- 강중훈 : 장기두는 노인 2 역
- 박성준 : 장기두는 노인 3 역
- 김수란 : 소아병실 보호자 / 문희대역
- 배시은 : 소아환자 1 역
- 송우주 : 소아환자 2 역
- 최예찬 : 장난감 코너 아이 역
- 박연희 : 요괴워치 직원 역
- 윤인제 : 삼정공업사 직원 역
- 박건태 : 폐차장 직원 역
- 이재덕 : 중고차 광고 배우 1 역
- 송진석 : 중고차 광고 배우 2 역
- 이광훈 : 금산 군의원 1번 후보자 역
- 김경섭 : 나이트 웨이터 역
- 박규범 : 효도잔치 사회자 역
- 최요운 : 부킹녀 1 역
- 권가이 : 부킹녀 2 역
- 김누리 : 부킹녀 3 역
- 강지현 : 부킹녀 4 역
- 윤옥길 : 임산부 역
- 최광일 : 정신건강의학과의사 역 (우정출연)
- 박진우 : 삼정공업사 공장장 역 (특별출연)

## 같이 보기
- 2020년 대한민국의 영화 목록